# Franco Fochi
Franco Fochi (Parma, 28 giugno 1921 – Pisa, 26 agosto 2007) è stato un linguista italiano.

## Biografia
Nato a Parma,, ha vissuto a Pisa, dove ha insegnato materie letterarie in varie scuole e dove è morto nel 2007. È padre di Anna Fochi, anglista e di Gianni Fochi, divulgatore scientifico.

## Pubblicazioni
È stato uno dei più affermati linguisti italiani del dopoguerra e autore per la rivista Lingua Nostra. Si è adoperato per la difesa del congiuntivo e per una certa opposizione al purismo, in particolare riguardo all'uso dell'apostrofo nella lingua italiana.
Franco Fochi è stato traduttore di classici greci e latini, in particolare di Sofocle e Plauto, e di William Shakespeare.
Autore di teatro, la sua opera Giuda è stata tradotta anche in altre lingue (fu pubblicata in spagnolo dall'editore Escélicer nel 1970) e rappresentata in Francia, Svezia, Spagna e Germania, e adattata per la televisione nel 1977. Altre due opere sono Saio e Porpora, sulla vita di fra' Girolamo Savonarola, e Il pellegrino, su Romeo da Villanova, personaggio cantato da Dante Alighieri nel canto sesto del Paradiso.
Personalità di area cattolica, con il saggio E con il tuo Spirito: Chiesa e lingua italiana a più di trent'anni dalla riforma liturgica (1997) ha indagato il ruolo dell'italiano nella riforma liturgica. Ha inoltre pubblicato con Mondadori nel 1958 una traduzione molto apprezzata dell'Imitazione di Cristo. Ha collaborato alla rivista Studi Cattolici ha indagato il ruolo dell'italiano nella riforma liturgica.
Fochi fu anche saggista, con le opere Pisa e il suo verde piano (1961) e La festa turbata (1986).
Ha vinto nel 2006 il Premio Ada Negri, per una raccolta di poesie.

## Opere
- Peani e Poesie varie - M. Fresching, 1940
- Il valore drammatico dell'opera di Sofocle - Società Editrice Internazionale, 1946
- Giuda: dramma in tre atti (sette quadri) (disegni di Claudio Cintoli) - A.V.E., 1955
- Da Esopo a noi: novelle d'ogni tempo in prosa e in versi - Libreria Editrice Fiorentina, 1955
- Pedalare e vedere : guida per il cicloturista moderno - Edizioni Centro turistico giovanile, 1958
- Pisa e il suo verde piano - Società Editrice Internazionale, 1961
- Maschere in ombra. Teatro: Giuda. Il pellegrino. Saio e porpora - Società Editrice Internazionale, 1962
- Piccoli scrittori:manuale di composizione italiana per la scuola media unificata : con 43 illustrazioni nel testo - Edizioni Scolastiche Mondadori, 1963
- I prigionieri : traduzione e riduzione in tre atti di Franco Fochi - LDC, 1963
- L' Italiano facile: Guida allo scrivere e al parlare - Feltrinelli, 1965 e 1969[19]
- Lingua in rivoluzione: saggio - Feltrinelli, 1966
- Dove il sì suona: grammatica della lingua italiana per la scuola media - Edizioni Scolastiche Mondadori, 1966
- L'imitazione di Cristo - Mondadori, 1982
- Studi per monologhi, ovvero, Il teatro dell'uomo solo - Guaraldi, 1993[20]
- La festa turbata: postille al testo unico dei destini umani - Edizioni Paoline, 1986
- E con il tuo Spirito: Chiesa e lingua italiana a più di trent'anni dalla riforma liturgica - Neri Pozza, 1997
- Judas: drama en tres actos - Escélicer, 1970